# 北马经济特区
北马经济特区（简称NCER）又称北马经济走廊，是一项由马来西亚联邦政府于2007年颁布的国内区域性经济发展计划，其涵盖西马四个北部州属形成合作圈，即玻璃市、槟城、吉打与北霹雳，旨在将圈内范围于2025年前转型成为永续性平衡发展的区域。北马走廊执行委员会（NCIA）则由首相领导，主要负责制定该计划导向，并草拟法令政策与战略。

## 注脚
1. ↑  霹雳州北部所覆盖的地区包括上霹雳、吉辇、拉律马登司南马及瓜拉江沙。